# Schönwalde (Vorpommern)
Schönwalde ist eine Gemeinde im Landkreis Vorpommern-Greifswald im Osten Mecklenburg-Vorpommerns (Deutschland). Die Gemeinde wird vom Amt Uecker-Randow-Tal mit Sitz in der Stadt Pasewalk verwaltet.

Schönwalde zwischen 1880 und 1920

## Geografie

### Geografische Lage
Die Gemeinde an der Landesgrenze zu Brandenburg befindet sich sieben Kilometer nordwestlich von Pasewalk, 22,5 Kilometer südwestlich von Ueckermünde und 36 Kilometer südöstlich von Anklam. Sie liegt auf einer hügeligen Hochfläche mit 40 bis 50 m über HNH, die nach Osten zum Ueckertal hin bis auf wenige Meter Höhe abfällt. Das Gebiet ist vorwiegend land- und forstwirtschaftlich geprägt.
Umgeben wird Schönwalde von den Nachbargemeinden Jatznick im Westen und Norden, Pasewalk im Osten, Papendorf und Brietzig im Süden sowie Uckerland im Südwesten.

### Gemeindegliederung
Ortsteile:
- Dargitz
- Neu-Stolzenburg
- Sandkrug
- Stolzenburg

### Geologie
Die Gegend ist von mehreren bahndammartigen Osern durchzogen, die aus der letzten Eiszeit stammen. In den Bach- und Flusstälern waren oftmals Torfkuhlen für die Brennstoffgewinnung. Durch die Oser wurden an vielen Stellen Kies- oder Sandgruben aufgeschlossen, später wurden diese Oser unter Naturschutz als Geotope gestellt und der Abbau eingestellt und die Flächen möglichst renaturiert.

## Geschichte

### Dargitz
Dargitz wurde erst im 15. Jahrhundert schriftlich erwähnt. Es war ein Vollbauerndorf und ein Kirchdorf. Am 1. Juli 1950 wurde er eingemeindet.

### Neu-Stolzenburg
Neu-Stolzenburg ist eine Nachkriegsgründung wegen der Bodenreform, als dort Neubauern angesiedelt wurden.

### Sandkrug
Sandkrug war eine Domäne mit 2 Erbpachtbauern, die aber 1839 in freies Eigentum gewandelt wurde.

### Schönwalde
Schönwalde wurde nicht in den pommerschen Urkunden bis Mitte des 14. Jahrhunderts aufgeführt. Auch die schwedischen Matrikelkarten von 1696 zeigen den Ort nicht.
Erst 1790 gab es eine Nachricht, aber auch nur, dass Sandkrug ein Pachtvorwerk des Gutes Schönwalde war. Schönwalde wurde zu der Zeit als Staatsdomäne mit Pachtvorwerk und mit Dorf bezeichnet.
Von 1830 bis 1854 war das Gut an Oberamtmann Wüstenberg verpachtet.
Im preußischen Urmesstischblatt (PUM) von 1835 zeigt sich das kleine geschlossene Straßendorf mit 16 Gebäuden. Der Ort hatte eine ovale Form, an seinem südwestlichen Ende stand eine Bockwindmühle.
Als die Pacht von Wüstenberg 1854 endete, hatte der Fiskus eine Pachtversteigerung mit einer Mindestpacht von 3.500 Thaler angeordnet. Es gab 6 Bewerber, von denen der Ökonom Gustav Hecht aus Bartmannshagen bei Grimmen mit 3.880 Thalern den Zuschlag erhielt.
Gleichzeitig gab es in Schönwalde noch 4 Büdnereien, die aber wenig Land zur Verfügung hatten und davon nicht leben konnten. Sie mussten sich zusätzlich als Tagelöhner verdingen.
1862 hatte Schönwalde ein massives Wohnhaus (Gutshaus), 4 Familienhäuser für Landarbeiter und 18 Wirtschaftsgebäude, 147 Einwohner in 25 Familien. Zum Gut gehörte ein massives Brauhaus. Im Ort waren eine Schmiede und ein massives Spritzenhaus vorhanden. Das Personal des Gutes bestand aus einem Statthalter, einer Wirtschafterin, 9 Knechten und 3 Mägden. Im Dorf waren noch 4 Büdnerstellen vorhanden, von denen eine dem Lehrer gehörte. Dessen Schule befand sich auf halbem Weg nach Sandkrug. Die 1835 genannte Mühle bestand jetzt nicht mehr.
1871 hatte Schönwalde 13 Wohnhäuser mit 28 Haushaltungen und 152 Einwohner, 1867 waren es noch 142. Alle waren Mitglied der evangelischen Konfession.
1880 ist in dem Messtischblatt (MTB) ein umgestaltetes Gut zu erkennen. Es ist wesentlich größer und kompakter, hat aber keinen gestalteten Park. Südlich des Gutes zeichnen sich die Häuser der dort beschäftigten Landarbeiter ab. Erkennbar sind im etwas abgesetzten Dorf die Büdnereien und Tagelöhnerkaten.
Das Güterverzeichnis von 1905 registriert 9 Wohngebäude mit 19 Haushalten und 108 Einwohnern. 1920 zeigen sich lt. MTB diese Gebäudereduzierungen, sonst aber keine Änderungen. 1914 wurde im nächsten Güterverzeichnis der Pächter Oberamtmann Rudolf Dreetz genannt und später ein Lohmann (1930er Jahre).
In den Statistiken von 1862, 1871 und 1905 ist die teilweise sehr sprunghafte Entwicklung bei den Gebäuden und Einwohnern auffällig.
Von der Bodenreform in der Sowjetischen Besatzungszone war Schönwalde betroffen, es  erhielten die vorhandenen landarmen Bauern zusätzlich Land aus dem enteigneten Gut und mehrere Neubauernsiedlungen wurden in Richtung Sandkrug, nach Süden und nach Osten eingerichtet. Zu DDR-Zeiten blieb aber die Struktur des Dorfes weitgehend erhalten, bis 1960 wurden alle Bauern in einer LPG zusammengeschlossen, am nördlichen Dorfausgang wurde eine Agraranlage der LPG errichtet und diese wurde auch nach 1990 privatrechtlich weiter geführt. Das Gutshaus aus dem 19. Jahrhundert war nach 1945 Schule und Wohnraum für Flüchtlinge. Vom Dominalgut blieben nur noch wenige Reste.
Das Kreisgebiet war im Kernbereich identisch mit dem seit 1818 bestehenden Landkreis Ueckermünde, der 1939 um 32 Gemeinden des ehemaligen Landkreises Randow erweitert wurde und 1945 durch die Oder-Neiße-Linie getrennt wurde. Der vorpommersche Kreis wurde am 25. Juli 1952 aus dem zwei Jahre zuvor geschaffenen Kreis Pasewalk ausgegliedert und gehörte nach Auflösung der Länder dem neu gebildeten Bezirk Neubrandenburg an. Am 12. Juni 1994 wurde der Kreis (seit dem 17. Mai 1990 wieder als Landkreis bezeichnet) aufgelöst. Das Gebiet bildete seither bis zur Kreisgebietsreform 2011 zusammen mit Teilen der ebenfalls aufgelösten Landkreise Pasewalk und Strasburg den Landkreis Uecker-Randow.

### Stolzenburg
Nördlich von Stolzenburg befindet sich am Darschkowsee ein slawischer Burgwall. Er gilt als namensgebend für den Ort und wurde urkundlich 1295 erwähnt. Keramikfunde erlauben eine Datierung zwischen dem 7. Jahrhundert und dem 13. Jahrhundert. Das Gräberfeld von Stolzenburg wurde im Zuge der Trassenarbeiten an der A20 untersucht. Am 1. Juli 1950 wurde Stolzenburg eingemeindet.

## Politik

### Gemeindevertretung und Bürgermeister
Der Gemeinderat besteht (inkl. Bürgermeister) aus 6 Mitgliedern. Die Wahl zum Gemeinderat am 26. Mai 2019 hatte folgende Ergebnisse:
| Partei/Bewerber           | Prozent | Sitze |
| ------------------------- | ------- | ----- |
| Einzelbewerber Marquardt  | 19,53   | 1     |
| Einzelbewerber Krull      | 19,03   | 1     |
| Einzelbewerber Neumann    | 16,67   | 1     |
| Einzelbewerber Kilias     | 12,69   | 1     |
| Einzelbewerberin Roeseler | 9,08    | 1     |
| Einzelbewerberin Stechow  | 6,47    | 1     |

Bürgermeister der Gemeinde ist Felix Neumann, er wurde mit 53,05 % der Stimmen gewählt.

### Dienstsiegel
Die Gemeinde verfügt über kein amtlich genehmigtes Hoheitszeichen, weder Wappen noch Flagge. Als Dienstsiegel wird das kleine Landessiegel mit dem Wappenbild des Landesteils Vorpommern geführt. Es zeigt einen aufgerichteten Greifen mit aufgeworfenem Schweif und der Umschrift „GEMEINDE SCHÖNWALDE * LANDKREIS VORPOMMERN-GREIFSWALD“.

## Kultur und Sehenswürdigkeiten

### Bauwerke
- Die Kirche Dargitz ist eine Feldsteinkirche aus der zweiten Hälfte des 13. Jahrhunderts, dessen Turmaufsatz im Jahr 1978 erneuert wurde. Im Innern steht unter anderem ein Altarretabel aus dem Anfang des 18. Jahrhunderts.
- Dorfstraße in Dargitz; gut erhaltene, gepflasterte Lindenallee.
- Die Kirche Stolzenburg ist eine Feldsteinkirche aus dem Ende des 13. Jahrhunderts. Im Innern steht unter anderem ein Altarretabel aus der ersten Hälfte des 18. Jahrhunderts.
- Gutshaus Schönwalde: Eingeschossiger Putzbau mit außermittigem, barocken zweigeschossigem Risalit[8]. Östlich vom Gutshaus befindet sich ein aus Feldsteinen errichteter Eiskeller, der bis in die 1920er Jahre genutzt wurde.
- Turmhügel Stolzenburg

|  |  |

### Grünflächen und Naherholung
- Oser von Sandkrug über Schönwalde bis Stolzenburg 4,2 km lang
- Oser westlich und östlich von Stolzenburg ca. ja 1 bis 1,5 km lang

## Wirtschaft und Infrastruktur

### Verkehr
Südlich des Ortes verläuft die A 20. Östlich des Ortes verläuft die Bundesstraße 109 und weiter östlich seit 1863 die Bahnstrecke Greifswald–Stralsund. Seit 1884 führte südlich die Bahnlinie Neubrandenburg - Stettin vorbei.
Über die nahe Stadt Pasewalk bestehen Bahn- und Straßen- sowie Autobahnanschlüsse in alle Richtungen. Der Flugplatz Pasewalk befindet sich in der Nähe des Ortsteils Stolzenburg, in Franzfelde.